# Parc équestre olympique de Bromont
Die Parc équestre olympique de Bromont ist eine Pferdesportanlage in der kanadischen Stadt Bromont.

## Geschichte
Nachdem Montreal 1970 den Zuschlag für die Olympischen Sommerspiele 1976 erhalten hatte, musste ein Reitstadion erbaut werden. 1974 begannen hierfür die Bauarbeiten in einem Park der Stadt Bromont. Das Stadion erhielt Zuschauertribünen mit 15.000 Plätzen. Durch seine Lage zwischen Naturhügeln konnten weitere Zuschauer den Wettkämpfen beiwohnen konnten. Der Parc équestre olympique verfügte über ein 20 × 60 Meter großes Feld für das Dressurreiten sowie ein 12.000 Quadratmeter großes Areal für das Springreiten. Hier wurde erstmals in der olympischen Geschichte auf Sand und nicht wie zuvor auf Gras geritten. Der Geländeritt im Vielseitigkeitsreiten fand rund um den Parc équestre olympique statt. Mit Ausnahme des Mannschaftsspringens wurden alle Reitsportdisziplinen sowie der Geländeritt im Modernen Fünfkampf im Parc équestre olympique ausgetragen.
Heute finden noch immer auf der olympischen Anlage verschiedene, von der FEI ausgerichtete internationale Turniere im Springreiten, Dressurreiten, Vielseitigkeitsreiten und Fahrsport statt. Im Jahr 2018 sollte Bromont, als zweite Stadt Nordamerikas überhaupt, die Weltreiterspiele ausrichten. Im Juli 2016 wurde dann jedoch verkündet, dass die Veranstalter den Vertrag mit der FEI aus finanziellen Gründen auflösen mussten.